# Metodismus
Metodismus je protestantské hnutí zahrnující mnoho křesťanských denominací a organizací, k němuž se celosvětově hlásí asi sedmdesát milionů lidí. Rozvinulo se v Anglii v 18. století. Jeho vznik je spojen s Johnem Wesleym (1703–1791), jeho bratrem Charlesem Wesleym (1707–1788) a jejich přítelem Georgem Whitefieldem (1714–1770). Metodismus čerpá z pietistické tradice a je projevem probuzenectví na půdě anglikánské církve. Typickým rysem metodismu byla sociální práce (navštěvování nemocných, pomoc chudým) ale i spoléhání na Boží moc a moc modlitby.

## Vznik metodismu

### Podmínky pro vznik metodismu
Metodismus se rozvíjí v 18. století a kořeny tohoto proudu spadají na území Anglie. Jedním z důležitých faktorů, který ovlivnil vznik tohoto proudu, byla průmyslová revoluce. Ruční výroba, která byla hlavním zdrojem průmyslu, byla upozaděna a do popředí vývoje se dostala výroba strojová. A pro malé zemědělce znamenal tento posun mnohdy nepříznivé události. Jejich práce je už nadále nemohla uživit, a tak odcházeli za novými možnostmi do měst. Co se týče sociální roviny i zde lze zaznamenat jisté změny. Z feudalismu se stal kapitalismus a chudí lidé byli závislí na svém bohatém zaměstnavateli. Lidé tedy byli vykořisťováni na úkor svého pána, čímž vznikl tzv. proletariát.
Dalším faktorem určujícím další vývoj této doby bylo osvícenství. Tedy myšlenkový proud, jenž stavěl zejména na racionalitě, logice a humanismu. Dá se říci, že vznik tohoto hnutí je reakcí na barokní religiozitu a převrací zcela myšlení panující do této doby. V Anglii se poté tento směr rozvíjel především prostřednictvím empirismu, jehož hlavním představitelem byl John Locke.
Průmyslová revoluce sebou však nesla také pocit nespravedlnosti a nedokázala poskytnout lidem v bídě pocit naplnění. Anglikánská církev tedy nebyla připravena na nový věk, jenž nadešel. V této době byl poměrně významným směrem, ke kterému se společnost uchylovala, deismus. Ale ani ten nedokázal lidem s jejich pocity pomoci. V počátku evropského novověku, jak lze tuto dobu označit, tedy vzniká nové hnutí vyvolávající další revoluci. Důraz je přitom kladen na duchovní probuzení, které zasáhlo celou Anglii. Toto hnutí se nazývá metodismus.

### Kolébka metodismu
Nesporně významnou osobou, která zapříčinila pozdější pohnutky Johna Wesleyho k založení nového hnutí, byla jeho matka Susanna Wesleyová. Ta vychovávala všechny své děti k poslušnosti a zbožnosti. Právě ze zvyků, které mu byly vštěpeny v dětství, John Wesley později čerpá. Otec, Samuel Wesley byl londýnským duchovním, který byl patřičně hrdý na všechny své syny, jimž se dostalo vzdělání z předních anglických škol. Roku 1720 byl John Wesley vybrán ke studiu na Oxfordu. O osm let později byl vysvěcen na faráře.
Vznik metodismu předcházel vznik spolku na oxfordské univerzitě. Bratr Johna Wesleyho, Charles zde založil malý spolek, jenž čítal tři členy. Tato stejně smýšlející skupinka začala být nazývána „nová sekta metodistů“. Později byla označována také jako reformní klub, Boží klub či svatoušci. John Wesley se ujal vedení a Svatý klub se začal scházet pravidelně každý den. Jejich činnost spočívala především ve zbožných modlitbách, dobročinnosti a také vytvořili podrobný systém sebezkušování, kterým měřili své jednání. Postupem času tento spolek začal získávat stále větší a větší ohlas.

### Vznik metodismu
Počátky hnutí ovlivnily zejména dvě osoby, John Wesley a Goerge Whitefield. George Whitefield, blízký spolupracovník Johna Wesleyho, v jeho nepřítomnosti vykonal první modlitbu pod širým nebem. Tato modlitba se těšila velkému ohlasu a později se kázání účastnilo deset až dvacet tisíc lidí. Jako počátek hnutí je brán rok 1739, kdy došlo k velkému probuzení a to ve všech částech světa. Především v Británii, Evropě a Americe.
Raný metodismus se šířil poměrně rychle a roku 1739 byl také položen základní kámen k první metodistické kapli. Hnutí se však setkávalo i s odporem a to nejen slovním, ale také fyzickým. Hlavním úkolem bylo přivést hříšníky na správnou cestu duchovního života, k čemuž Wesley využíval shromažďování a systematické vedení těch, kteří uvěřili. Postupně také začala vznikat organizace uvnitř tohoto hnutí, která byla rozdělena později do tříd a scházela se k modlitbám a pěstování křesťanského obecenství.
Hnutím můžeme metodismus nazývat od čtyřicátých letech 18. století. Centrem metodistického hnutí byly prostory bývalé slévárny v Londýně. Vzniká působením nejen Johna Wesleye a jeho bratra Charlese, ale i dalších kazatelů a misionářů, kteří cestují po Británii a Irsku, kážou a následně zakládají náboženská společenství pro duchovní rozvoj věřících. Tato společenství existují po celé Anglii, Skotsku, Walesu a Irsku ještě předtím, než se metodismus rozšířil do dalších anglicky mluvících států a do celého světa. Roku 1743 byla poté poprvé uveřejněna tzv. Všeobecná pravidla, která jsou předkládaná přistupujícím členům dodnes. Wesley vyžaduje pouze jednu podmínku pro připojení k hnutí a to touhu po spasení.

### Ustavení metodismu
John Wesley vždy chápal metodismus jako misii uvnitř anglikánské církve, ale dalším významným datem v dějinách metodismu byl rok 1784, kdy nabylo Spojeného společenství, jak se hnutí oficiálně nazývalo, podobu právní osoby. Wesley nechal sepsat za pomocí právníků Deklarační listinu, jelikož vznikla nová potřeba hnutí zákonně ustanovit. Do této doby bylo hnutí dobrovolným sdružením. V deklaraci bylo také ustanoveno, že po smrti Wesleyho přechází jeho autorita na konferenci, kterou má tvořit sto kazatelů, jenž byli jmenovitě uvedeni. Tak tedy Wesley právně zajistil existenci hnutí a jeho osamostatnění, i když sám považoval metodismus jen za vnitrocírkevní oživení. John Wesley upravil roku 1784 pro potřeby amerických společenství 24 článků víry anglikánské církve, později američtí metodisté přidali 25. článek o nezávislosti nového státu a roku 1939 byl přidán ještě nečíslovaný článek o posvěcení.

## John Wesley
John Wesley se narodil 17. června 1703 v Epworthu v Angli. Jeho otec byl Samuel Wesley, příslušník High church, spravoval faru v Epworthu. Avšak pro svoje puritánské sklony byl z této fary vyhnán a následně mu jeho bývalí farníci zapálili dům, při čemž málem uhořel i šestiletý John. Matka, Susanna Wesley (25. dítě Dr. Samuela Annesleye) byla taktéž příslušnice anglikánské církve. Svoje děti vyučovala doma, dbala na jejich náboženskou výchovu. Pro každé ze svých dětí měla vyhrazen čas v týdnu k osobnímu hovoru. V deseti letech byl John poslán na přípravnou školu Charterhouse a v sedmnácti odchází na Christ College v Oxfordu, kde získal stipendium (rodina byla chudá).

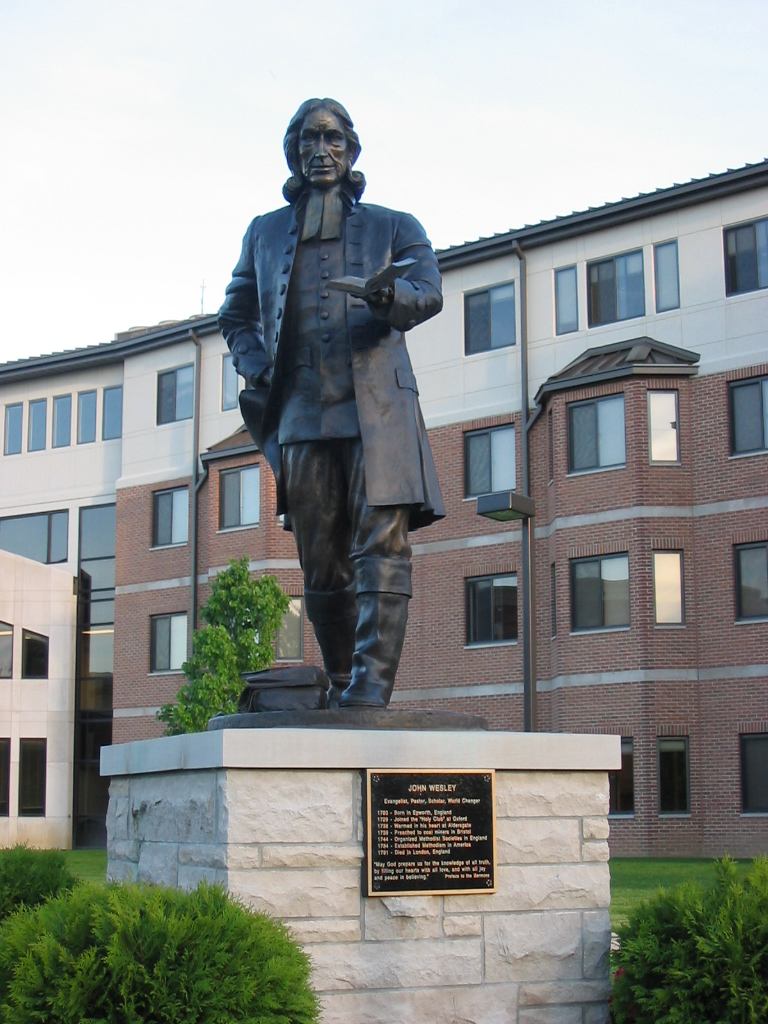
John Wesley (17. června 1703 – 2. března 1791) Indiana Wesleyan University

Během svých studií na Oxfordu se Wesley spolu s přáteli rozhodl scházet k četbě Nového zákona v původním jazyce. V roce 1725 se seznámil s knihou Následování Krista Tomáše Kempenského, která v něm probudila zájem o rozvíjení individuální zbožnosti jako nevyhnutelného důsledku duchovního obrácení, téhož roku byl ordinován na kněze. O rok později byl zvolen učitelem na Lincoln College. Ovládal několik jazyků (latinu, řečtinu, hebrejštinu, arabštinu…) a věnoval se také filosofii, metafyzice a logice. Po dvou letech strávených s otcem v Epworthu se roku 1729 vrátil do Oxfordu.
Mezi tím jeho mladší bratr Charles (taktéž student na Christ College) založil malou skupinu, která se věnovala studiu bible a dodržování správného náboženského života. Roku 1729 se k této skupině přidal i John a stal se jejím vůdcem. Mladý Wesley horlil pro konání dobrých skutků a prohlubování zbožného života. Skupina si hned vysloužila několik nelichotivých přezdívek, mezi nimiž bylo i pozdější označení skupiny, totiž „metodisté, svatý klub, sakramentáři, bibličtí moli, blouznivci…“. Bylo tomu kvůli častému modlení (několikrát denně) a každotýdenní nedělní eucharistii, kterou v té době bylo zvykem provádět pouze třikrát do roka. Jedna z aktivit skupiny byly takzvané „skutky lásky“ (například návštěvy věznic a sirotčinců), v této době se Wesley začíná věnovat pomoci ostatním lidem.
25. dubna 1735 umírá Wesleyho otec. John je pozván generálem Oglethorpem do Georgie, kde bylo v té době založeno již 25 kolonií. V prosinci 1735 se Wesley se svým bratrem Charlesem a několika přáteli vydává na plavbu. Na lodi mimo jiné potkávají Ochranovskou skupinu pod vedením Davida Nitschmanna. V Georgii se však Wesleymu příliš nedařilo, jelikož se mu nepodařilo zaujmout tamní farníky, kteří sestávali zejména ze zločinců-dlužníků. Navíc se zde dostal do problémů Sophii Hopkeyovou, se kterou udržoval těsný vztah. Sophie se však vdala a zanevřela na náboženská cvičení, která ji Wesley učil. Následně Sophii zakázal přístup na eucharistii a roku 1738 byl jejím manželem donucen vrátit se zpátky do Anglie.
Po návratu z Georgie prochází Wesley krizí víry, komentuje to slovy „jel jsem obracet na víru indiány, kdo však obrátí mne?“, setkává se s Petrem Bröhlerem, který mu pomáhá pochopit pravou podstatu Krista. Zlom nastává 24. května 1738 ve společenství v ulici Aldersgate, kde nachází pravou víru. Během četby Lutherovy předmluvy k Epištole k Římanům, právě když předčítali oddíl, v němž popisuje změnu, kterou Bůh působí v srdci prostřednictvím Krista, dospěl Wesley k osobní víře v Krista a hlubšímu pochopení učení reformace. Po této události začíná naplno kázat. Do té doby byla jeho teologie spíš teologií dobrých skutků, od té doby teologií víry, která vyústí do činění dobrých skutků. Znamená to kompletní změnu jeho teologie, obrat v životě i nové nasměrování celého hnutí. Z počátku však byl poměrně neúspěšný, jeho nadšení se nesetkalo s velkým přijetím farníků, a proto měl povoleno kázat pouze v sedmi kostelech, většinou tak kázal ve věznicích a na různých domovních setkáních. 1739 potkává George Withefielda, který ho zve na svou bohoslužbu pod širým nebem. Toto kázaná se uskuteční 2. dubna 1739 a je označováno jako počátek nového úseku v náboženských dějinách Anglie. Wesley se tak dostává k lidem nepatřícím do anglikánské církve, kteří jsou ochotni ho poslouchat.
Wesley se krátce poté vydává přes Holandsko do Ochranova (německy Herrnhut). Zde je několik dní hostem jednoty bratrské. Podrobně si zaznamenává obsah kázání, osobní svědectví řady lidí, sborové zřízení a praxi sborového života, kterou pak v mnohém převzal pro své sbory. Během následujících kázaní, která vede, se začínají objevovat různá vytržení posluchačů (výkřiky, škubání…), proti čemuž se zvedá kritika i z důvodu toho, že Wesley nechává na svých kázáních mluvit laiky a že káže mimo kostel. Jeho kázání byla často napadána davy zejména z řad šlechticů a příslušníků anglikánské církve. Několikrát se stalo, že i sám Wesley těsně unikl smrti. V této době začíná Wesley zakládat společenství a skupiny, které se pravidelně každý týden setkávají. Tyto skupiny je možné také označit za duchovní školy pod vedením vedoucích. Začíná také vyučovat kazatele, které dělí do 12 obvodů v čele s asistenty. V roce 1766 provádí důkladnou reformu kazatelů.
Po nevydařeném vztahu s Grace Murryovou se Wesley roku 1751 oženil s paní Vazeilleovou i přes to, že jeho původní vztah k manželství nebyl kladný. Jejich manželství však nebylo šťastné.
Wesley napsal asi 233 spisů, překládal duchovní písně z němčiny, sesbíral sbírku metodistických písní a sestavil Křesťanskou knihovnu čítající 80 svazků, mezi nimiž lze nalézt i anglický slovník. Jedna z jeho prací (z roku 1774) byla například zaměřena i proti obchodu s otroky. Byl také velmi pilný, co se týče docházení za jednotlivými farníky, což preferoval jako jednu ze základních povinností kněze, denně po těchto návštěvách najezdil i několik desítek kilometrů.
Charles Wesley zemřel roku 1788, nedlouho poté 2. března 1791 umírá také John Wesley. Na smrtelné posteli prý pronesl: „To nejlepší ze všeho je, že Bůh je s námi.“ Je pohřben ve Wesley’s Chapel v Londýně.

## Nauka
Co se týká věrouky, vycházel Wesley z anglikánské církve a jeho jediným měřítkem víry a života mu byla bible. Podle něj získává člověk spravedlnost z Boží milosti Kristovou obětí, kterou lze získat jen prostřednictvím víry. On sám metodismus nepovažoval za nové učení. Zdůrazňoval hlavně viditelné znaky víry a důraz kladl také na nauku a posvěcení života, která úzce souvisela s důrazem na lásku. Podle Wesleyho ospravedlněný člověk začíná žít jako člověk posvěcený a roste v milosti. Láska je poté element, kterým se víra stává viditelná. Důležitou součástí, která utvářela metodismus, byly písně, které skládal Charles Wesley. Své pocity vyjadřoval prostřednictvím písní, ve kterých lidé nacházeli vyjádření svého hříchu a touhy po milosti. Byly to jakési aplikace kázání, které zněly v uších posluchačů ještě dlouho poté, co kazatel odešel.
Wesley se také musel vyrovnávat s myšlenkovými a náboženskými směry, které byly v této době aktuální. Potýkal se s deismem, mystikou i římským katolictvím. Největší polemiku však vedl s kalvinistickým učením o předurčení. Wesley sám byl přesvědčen, že Bůh umožňuje spasení všem lidem bez rozdílu a nikdo tedy není předem určen ke smrti. Spor vyvrcholil v roce 1770. Wesley byl vyzván, aby zrušil svá protikalvinistická usnesení a po společných modlitbách se zdálo, že spor byl zažehnán. Ve skutečnosti ale nebyl a Wesley, který byl v té době již poměrně starý, nadále pokračoval ve své evangelizační práci.

## Sociální činnost
Další oblastí jeho zájmu byla sociální činnost. Nebyl lhostejný k bídě svých posluchačů a lze ho tak považovat za sociálního reformátora. Nevytvořil však žádnou novou teorii ani politický program, zcela respektoval daný řád. I přes to se mu však podařilo ovlivnit nově vznikající Anglii v důsledku revolučních změn. Mezi jeho hlavní zásluhy pak patří především pomoc chudým, služba pro nemocné, zprostředkovávání práce a také výuka dětí.

## Současné metodistické církve v USA

### Ne-episkopální metodismus
Základem pro tento směr je protest proti episkopálnímu zřízení Methodist Episcopal Church a jejím řídícím orgánům. První, kdo tuto církev opustil, byl James O´Kelley, který založil Republican Methodists (nyní United Church of Christ).
Roku 1920 se od této skupiny oddělila protestantská odnož, při metodisticko-protestantském schizmatu, tato církev se dále rozdělila na šest dalších skupin. Většina ze skupin, které odmítli episkopální zřízení, postavili nové církve na kongregacionalismu.

#### Příklady několika ne-episkopálních církví
- Church of Daniels Band
- Congregational Methodist Church
- Cumberland United Methodist Church
- Evangelical Methodist Church
- United Church of Christ

### Afroamerický metodismus
Afroameričané byli součástí metodismu již od počátku ustanovování církví. Jedni z hlavních představitelů jsou Nathaniel Gilbert, Richard Allen (původně otrok, 1799 prvním černochem ordinovaným na jáhna, později biskup) a Harry Hoosier, tito tři byli přítomni na konferenci v Baltimoru roku 1784, když byla etablována samostatná Americká metodistická církev, nezávislá na Velké Británii.
Čím více Afroameričanů vstupovalo do církve, tím více se i v církvi začala projevovat problematika vztahu pán-otrok, což se projevilo například zřízením galerií v kostelech, oddělených bohoslužeb a později i oddělenými sbory. Zvyšoval se tak tlak na založení samostatné církve pouze pro Afroameričany. Toho se nakonec dosáhlo po občanské válce, kdy se většina Afroameričanů přidala k africkým baptistickým a metodistickým církvím. Metodismus je v rámci afroamerických církví druhou nejpočetnější skupinou.

#### Seznam církví v rámci africko-amerického metodismu
- African Methodist Episcopal Church
- African Methodist Episcopal Zion Church
- African Union First Colored Methodist Protestant Church
- British Methodist Episcopal Church of Canada
- Christian Methodist Episcopal Church
- Free Christian Zion Church of Christ
- Reformed Methodist Union Episcopal Church
- Reformed Zion Union Apostolic Church
- Union American Methodist Episcopal Church

### Německý metodismus
Metodismus se rozšířil i mezi německy mluvící obyvatelstvo USA, avšak snahy o založení samostatné církve se z počátku nedařilo naplnit, kvůli nízkému počtu německy mluvících obyvatel.
Teprve s přílivem velké migrační vlny Němců v první polovině 19. století bylo nutné církev ustanovit. Byli to dvě původní skupiny: Evangelical Association a Church of the United Brethren in Christ USA.

#### Seznam církví v rámci německého metodismu
- Church of the United Brethren in Christ USA
- Evangelical Congregational Church
- United Christian Church

### Britský metodismus
Vývoj metodismu např. v Kanadě má zcela odlišný průběh než v USA. Metodismus byl do Kanady přinesen jak z území USA (1765 Lawrence Coughlan, 1772 William Black), tak z Velké Británie (1800 British Wesleyan Conference). Pře mezi těmito dvěma zeměmi, o to pod jakou církev bude Kanada patřit, nakonec vyústila v jednoduché řešení a sice založení samostatné Methodist Episcopal Church of Canada v roce 1824.
V roce 1884 pak došlo ke spojení skoro všech církví do Methodist Church of Canada a v roce 1925 do United Church of Canada.

#### Seznam církví v rámci kanadského metodismu
- Methodist Church, Canada
- Methodist Church in Canada

Obě dvě již nyní patří do United Church of Canada.
- Primitive Methodist Church
- United Wesleyan Methodist Church of America

Obě tyto církve operují na území USA, ale jejich původ není v počátcích amerických metodistických církví. Tyto skupiny se odvolávají na britskou Wesleyovskou metodistickou tradici. United Wesleyan Methodist Church of America byla založena na území USA v roce 1905 imigranty z Velké Británie. Oproti tomu Primitive Methodist Church vzniká ve Velké Británie v roce 1812 (původně jako the Society of the Primitive Methodists) a teprve poté migruje do USA.

### United Methodism
Metodistická tradice je v současnosti zastoupena hlavně United Methodist Church, která vznikla v roce 1968 spojením dalších sedmi církví (the Methodism Episcopal Church; The Methodist Episcopal Church, South; the Methodis Protestant Church, United Brethen in Christ, the Evangelical Association, dvě asociace Německého metodismu). Je to největší církev v rámci metodismu a zároveň třetí největší církev v USA.

## Metodismus v ČR

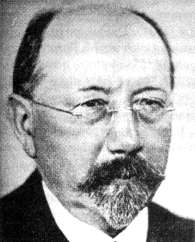
Ferdinand Hrejsa

Myšlenka metodismu se mezi Čechy začala objevovat v USA na konci 19. století, kdy sem přijíždělo mnoho imigrantů z Čech. Zpočátku se jednalo zejména o misijní činnost.
„Otcem“ českého metodismu je F. Josef Hrejsa, který 21. září 1884 založil první metodistický sbor v Chicagu z českých členů německých metodistických skupin s názvem První Česko-Bratrská Metodistická Církev. Na českém území začal jako první s wesleyánským učením Václav Pázdral, který v Kladně založil první metodistický sbor.
Současná metodistická církev vznikla již po 1. světové válce právě z misijní činnosti misionářů z Texasu, kteří viděli spojení mezi jednotou bratrskou, Johnem Wesleym a ochranovskými. V roce 1920 byly Josefem Dobešem vyjednány oficiální oblasti působení metodismu a už o rok později bylo založeno několik metodistických sborů. V současnosti[kdy?] na území ČR funguje Evangelická církev metodistická.